# Aleksy Bień
Aleksy Bień (ur. 10 lipca 1894 w Nowej Wsi k. Olkusza, zm. 8 lipca 1977 w Sosnowcu) – działacz socjalistyczny, poseł na Sejm II RP (II i III kadencji) oraz na Sejm Ustawodawczy. W latach 1925–1928  prezydent Sosnowca.

## Życiorys
Urodził się w rodzinie małorolnego chłopa Jana i Karoliny. Po śmierci ojca, w 1899 przeniósł się z rodziną do Sosnowca i po ukończeniu trzech klas szkoły początkowej, rozpoczął w 1905 pracę jako goniec w fabryce „W. Fitzner i K. Gamper” w Sosnowcu. Uczestniczył wówczas w kolportażu bibuły, strajkach i demonstracjach. Pod wpływem braci, Wincentego i Stanisława w 1911 wstąpił do Polskiej Partii Socjalistycznej. W okresie 1912–1914 kierował „techniką partyjną” w Sosnowcu. W 1911 został organizatorem Związku Strzeleckiego w Zagłębiu. W 1913 ukończył zaś kurs instruktorski Związku Walki Czynnej.
Od 1914 na polecenie Tomasza Arciszewskiego porzucił pracę i został funkcjonariuszem PPS. W grudniu 1915 został komendantem VI Obwodu Polskiej Organizacji Wojskowej w Sosnowcu.
Od czerwca 1917 został instruktorem Pogotowia Bojowego PPS. Poszukiwany przez władze niemieckie wyjechał do Warszawy, a następnie Włocławka, gdzie objął funkcję instruktora okręgowego Pogotowia Bojowego PPS. 20 stycznia 1918 został aresztowany we Włocławku i skazany w lutym na 5 lat ciężkiego więzienia. Karę odbywał w więzieniu mokotowskim w Warszawie.
Został uwolniony 11 listopada 1918, cztery dni później, na polecenie PPS, wyjechał do Zagłębia Dąbrowskiego, gdzie wszedł w skład Okręgowego Komitetu Robotniczego PPS. W 1919 był członkiem Wydziału Wykonawczego zagłębiowskiej Rady Delegatów Robotniczych. Od 1919 do 1925 pełnił funkcję sekretarza okręgowego Centralnego Związku Górników.
W czasie wszystkich powstań śląskich był pełnomocnikiem Centralnego Komitetu Wykonawczego PPS dla niesienia pomocy powstańców. Prowadził m.in. biuro werbunkowe ochotników jako Robotniczy Komitet Pomocy Powstańców Śląskich.
Od 1922 do 1939 pełnił funkcję przewodniczącego Okręgowego Komitetu Robotniczego PPS Zagłębia Dąbrowskiego. Po zwycięstwie PPS w wyborach samorządowych i uzyskaniu bezwzględnej większości w radzie, od 1925 do 1928 roku pełni funkcję prezydenta Sosnowca. W styczniu 1929 pomimo zwycięstwa w wyborach samorządowych, PPS utraciła bezwzględną większość w Radzie Miasta. Aleksy Bień został zmuszony do ustąpienia ze stanowiska prezydenta miasta na rzecz kandydata sanacji Józefa Marczyńskiego. Później pełnił funkcję dyrektora Kasy Brackiej Górników.
Od 1928 roku był zastępcą członka Rady Naczelnej PPS, od 1931 członkiem Rady Naczelnej PPS, zaś od 1934 członkiem Centralnego Komitetu Wykonawczego. W Sejm I kadencji (1922–1927) od 1922 do 1927 był zastępcą listy nr 2 w okręgu wyborczym 21 (Będzin). W latach 1928–1935 był posłem na Sejm RP. W wyborach parlamentarnych w 1928 roku oraz w wyborach parlamentarnych w 1930 roku uzyskiwał mandat w okręgu wyborczym nr 21 (Będzin). W Sejmie II kadencji pełnił funkcję członka komisji odbudowy kraju, petycyjne, oraz był sekretarzem komisji do walki z drożyzną.
Członek zarządu Związku Miast Polskich w 1932.
Przed wybuchem wojny od lipca 1939 za zgodą władz PPS organizował na wniosek Oddziału II Sztabu Generalnego WP konspiracyjną organizację „Okrzeja-Odra”, która miała po wybuchu ewentualnej wojny realizować działania dywersyjne.
Od 1939 był członkiem konspiracyjnej PPS-WRN. W maju 1940 roku poszukiwany przez Gestapo opuścił Zagłębie i przeniósł się do Lublina. Od 1940 do 1944 kierował okręgiem PPS-WRN w Lublinie i wchodził w skład komendy Gwardii Ludowej WRN. Wchodził w skład Centralnego Kierownictwa Ruchu (CKR) PPS-WRN.
Od marca 1944 zastępca delegata w Okręgowej Delegaturze Rządu województwa lubelskiego. Po zajęciu Lublina przez Armię Czerwoną nie ujawnił się. Po aresztowaniu Delegata Okręgowego 27 lipca 1944 przejął obowiązki delegata rządu do wiosny 1945. Jednak jego obowiązki sprowadzały się praktycznie do wspólnego z AK tworzenia cywilno-wojskowej siatki konspiracyjnej, prowadzenia działalności propagandowej oraz utrzymywania łączności z władzami w Londynie. Wiosną 1945 przedostał się do Krakowa.
Uczestniczył w posiedzeniach konspiracyjnej Rady Naczelnej PPS w marcu i lipcu 1945. Uczestniczył w tworzeniu wraz z Zygmuntem Żuławskim tworzeniu Polskiej Partii Socjalno-Demokratycznej mającej na celu odbudowanie przedwojennej PPS. Nieudane próby legalizacji partii spowodowały, że wstąpił indywidualnie do „lubelskiej” PPS (biorąc jednocześnie przez pewien czas udział w konspiracyjnych działaniach b. PPS-WRN).
W "lubelskiej" PPS został członkiem władz Rady Wojewódzkiej PPS w Zagłębiu, a następnie wiceprzewodniczącym Wojewódzkiego Komitetu. W styczniu 1947 wybrany został posłem na Sejm Ustawodawczy. W grudniu 1947 na XXVIII Kongresie „lubelskiej” PPS wybrany został do Centralnej Komisji Rewizyjnej. Od lutego 1948 objął funkcję dyrektora Ubezpieczalni Społecznej w Warszawie.
W październiku 1948 został usunięty z PPS i jednocześnie zwolniony z pracy. Do połowy 1951 pozostawał bez zatrudnienia. Od lipca 1951 za zgodą wrócił do Ubezpieczalni Społecznej, skąd w 1954 na swoją prośbę przeszedł na stanowisko wicedyrektora ZUS w Chorzowie. Z tego stanowiska odszedł w kwietniu 1960 na emeryturę.

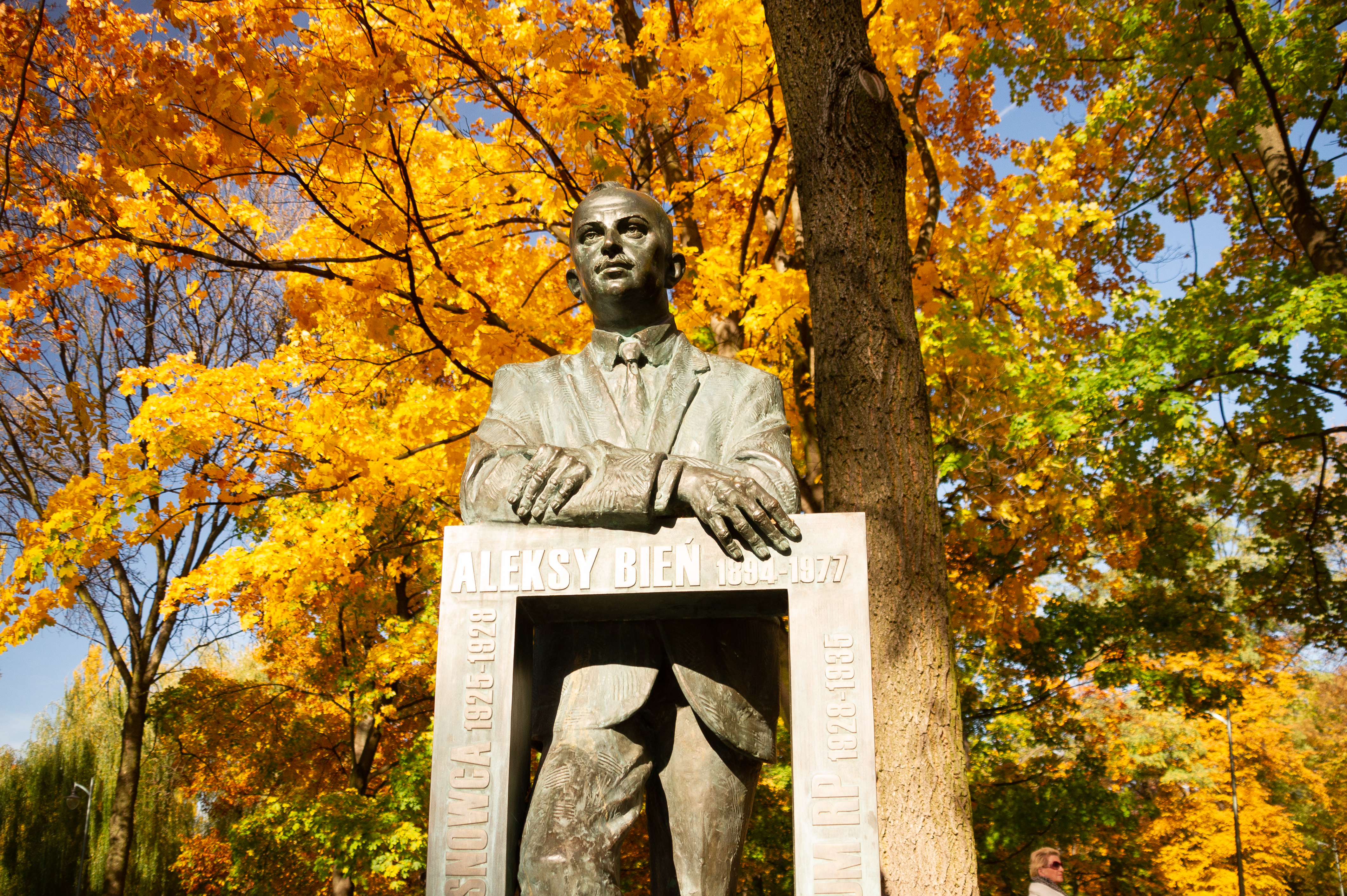
Pomnik Aleksego Bienia w Sosnowcu

W kwietniu 1969 Komisja Odwołań V Zjazdu PZPR (na wniosek KM w Sosnowcu) przyznała (według nomenklatury partyjnej „przywróciła”) mu prawa członkowskie PZPR. 
Na emeryturze działał w Komisji Historycznej Związku Zawodowego Górników, ZBoWiD, Referacie Historii Partii przy Komitecie Wojewódzkim PZPR. Autor haseł w Polskim Słowniku Biograficznym i Słowniku biograficznym działaczy polskiego ruchu robotniczego. 
Żonaty z Barbarą, miał dwoje dzieci: syna Mirosława i córkę Alinę. Mieszkał w Sosnowcu przy ulicy Reymonta.
Pochowany na cmentarzu komunalnym w Będzinie – Małobądzu.
W 120. rocznicę urodzin ukazała się jego książka pt. Wspomnienia socjalistycznego Prezydenta Sosnowca, opracowana z maszynopisu ukończonego w 1969. (PPUH PROGRESS, Sosnowiec 2014, ISBN 978-83-63752-11-8).
W listopadzie 2018 w sosnowieckim Parku Sieleckim w tzw. "Alei Zagłębiaków" odsłonięto pomnik Bienia autorstwa Karola Badyny.

## Odznaczenia
- Krzyż Virtuti Militari V klasy[9]
- Order Sztandaru Pracy II klasy (1974)[10]
- Krzyż Oficerski Orderu Odrodzenia Polski (1970)[10]
- Krzyż Kawalerski Orderu Odrodzenia Polski (1959)[10]
- Krzyż Niepodległości (1932)[10]
- Śląski Krzyż Powstańczy (1959)[10]
- Krzyż Partyzancki